# Người Mỹ gốc Slav
Người Mỹ gốc Slav là một cộng đồng những người là công dân Mỹ có tổ tiên là Người Slav.

## Người Mỹ gốc Đông Slav
- Người Mỹ gốc Belarus
- Người Mỹ gốc Nga
- Người Mỹ gốc Rusyns
- Người Mỹ gốc Ukraina

## Người Mỹ gốc Nam Slav
- Người Mỹ gốc Bosnia
- Người Mỹ gốc Bulgaria
- Người Mỹ gốc Croatia
- Người Mỹ gốc Macedonia
- Người Mỹ gốc Montenegro
- Người Mỹ gốc Serbia
- Người Mỹ gốc Slovenia
- Người Mỹ gốc Nam Tư

## Người Mỹ gốc Tây Slav
- Người Mỹ gốc Séc
- Người Mỹ gốc Ba Lan
- Người Mỹ gốc Silesia
- Người Mỹ gốc Slovakia
- Người Mỹ gốc Sorb

## Một số cộng đồng nổi bật với dân số đáng kể

### Bulgaria[3]
- Bowdon, Georgia 2.7%
- Rosemont, Illinois 3.7%
- Point Reyes Station, California 2.3%
- Crozet, Virginia 2.1%
- Schiller Park, Illinois 1.8%

### Croatia[4]
- Bessemer, Pennsylvania 9.5%
- Ellsworth, Pennsylvania 7.1%
- Empire, Louisiana 6.8%
- Versailles, Pennsylvania 6.7%
- Braddock Hills, Pennsylvania 5.8%

### Séc[5][6]
- Conway, North Dakota 55.2%
- Munden, Kansas 46.8%
- West, Texas 40.9%
- Oak Creek Township, Nebraska 38.2%
- Wilber, Nebraska 37.3%

### Nga[7][8]
- Nikolaevsk, Alaska 67.5%
- Pikesville, Maryland 19.30%
- Roslyn Estates, New York 18.60%
- Hewlett Harbor, New York 18.40%

### Ba Lan[9][10][11][12]
- Pulawski Township, Michigan 65.7%
- Posen Township, Michigan 65.4%
  - Posen, Michigan 56.1%
- Sharon, Wisconsin 53.7%
- Bevent, Wisconsin 52.7%
- Sloan, New York 46.8%

### Serbia[13]
- Export, Pennsylvania 6.2%
- Midland, Pennsylvania 5.8%
- Industry, Pennsylvania 4.5%
- Ohioville, Pennsylvania 3.7%
- Wilmerding, Pennsylvania 3.7%

### Ukraina[14]
- Delta Junction, Alaska 16.40%
- Cass Township, Pennsylvania 14.30%
- Belfield, North Dakota 13.60%
- Gulich Township, Pennsylvania 12.70%
- Gilberton, Pennsylvania 12.40%
- Wilton, North Dakota 10.30%